# Sporisorium fastigiatum
Sporisorium fastigiatum är en svampart som beskrevs av Vánky 2000. Sporisorium fastigiatum ingår i släktet Sporisorium och familjen Ustilaginaceae.   Inga underarter finns listade i Catalogue of Life.